# Mathias Steenstrup
Mathias Georg Gotthilf Steenstrup, född den 22 juli 1822 i Hillerslev i Thy, död den 13 oktober 1904 i Köpenhamn, var en dansk författare, bror till Japetus Steenstrup, farbror till Knud och Johannes Steenstrup.
Steenstrup blev 1845 teologie kandidat och vann 1854 filosofie doktorsgrad på avhandlingen Historiskkritisk Oversigt over Forsøgene paa at give en Historiens Filosofi, detta blev hans enda större arbete. Däremot redigerade han 1855–1868 Dansk Maanedsskrift (28 band) och övertog 1866 som ordförande i Udvalget for Folkeoplysnings Fremme utgivningen av folkskrifter (inalles 263). Han var 1876–1888 statens folkhögskolinspektör och gjorde 1886 ett djärvt och välskrivet inlägg mot de klagomål, som, närmast av politiska skäl, riktades mot folkhögskolornas undervisning.